# Goniothalamus majestatis
Goniothalamus majestatis là một loài thực vật thuộc họ Annonaceae. Đây là loài đặc hữu của Indonesia.